# 24 a. C.
El año 24 a. C. fue un año común comenzado en jueves, viernes o sábado, o un año bisiesto comenzado en viernes (las fuentes difieren) del calendario juliano. También fue un año común comenzado en jueves del calendario juliano proléptico. En aquella época, era conocido como el Año del consulado de Augusto y Flaco (o menos frecuentemente, año 730 Ab urbe condita).

## Acontecimientos
- Comienza la era Yangshuo (陽朔 py. yáng shùo) 24 a. C.-21 a. C., durante el reinado del Emperador Cheng de China (Dinastía Han).
- Los romanos fundan Zaragoza con el nombre Colonia Caesaraugusta.
- Siguen las guerras cántabras. Victoria de Lucio Elio Lamia.[1]